# Жизненное пространство Финляндии

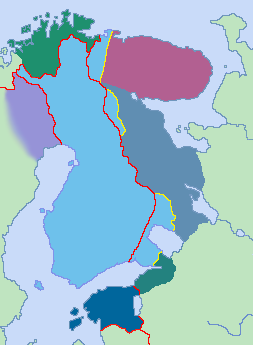
Карта Великой Финляндии с указанием признанных границ Финляндии по Тартускому (1920, жёлтым) и Парижскому (1947, красным) мирным договорам и имевшихся притязаний к сопредельным государствам.
Восточная Карелия
Эстония и Ингрия
Финляндия
Кольский полуостров
Долина Торн
Ruija

«Жизненное пространство Финляндии» (нем. Finnlands Lebensraum) — книга авторства историка Эйно Ютиккала, географа Вяйнё Ауэра и этнографа Кустаа Вилкуна, которая была издана в 1941 году по заказу Государственной службы разведки Финляндии, занимавшейся вопросами военной пропаганды.

## Содержание и назначение книги
Её предназначение состояло в научном обосновании территориальных претензий Финляндии на земли Карело-Финской ССР и большую часть Ленинградской области (Inkerimaia), что предполагалось концепцией так называемой «Великой Финляндии», бывшей популярной в праворадикальных кругах Финляндии. Такое обоснование предполагалось вести по трём направлениям, доказывая географическую, культурную и демографическую близость указанных территорий к Финляндии. Аргументом к захвату областей к югу и востоку от советско-финской границы представлялся, в частности, быстрый рост населения довоенной Финляндии, что соответствовало и устремлениям Германии, послужившим одной из причин начала войны против СССР.
Содержание книги было согласовано с Восточной политикой нацистской Германии и одобрено Министерством пропаганды и Министерством иностранных дел Третьего рейха. С учётом этих обстоятельств исходное название книги было изменено с «Географическая и историческая Финляндия» (нем. Das geographische und geschichtliche Finnland) на «Жизненное пространство Финляндии», а в текст добавлены цитаты из речей Адольфа Гитлера. Предисловие для неё составил финский антрополог Юрьё фон Грёнхаген, бывший в то время сотрудником Аненербе и представителем финской разведки в Берлине, который сам в 1930-х годах исследовал финскую Карелию. В 1942 году авторы книги лично ездили в Берлин для её продвижения в Германии. По мнению финского историка Охто Маннинена и по позднейшему свидетельству одного из её авторов, Э. Ютиккала, инициатива написания книги принадлежала президенту Финляндии Ристо Рюти.
Наряду с данной книгой было выпущено ещё одно пропагандистское издание за авторством историка Ялмари Яккола, «Восточный вопрос Финляндии» (нем. Die Ostfrage Finnlands), обосновывающее аннексию Карелии и Кольского полуострова. Это издание было переведено на шведский, французский и английский языки.

## Оценки
После войны в 1970-е годы книга была подвергнута острой критике за содержавшиеся в ней манипуляции и нарушение научной этики, хотя её авторы успешно влились в послевоенную научную среду. Отвечая на прозвучавшие в прессе обвинения, соавтор книги Э. Ютиккала утверждал, что издания разведывательного ведомства в военное время являлись средствами пропаганды и составлялись по политическому заказу сверху. Кроме того, Ютиккала подтвердил существование неопубликованной редакции данной книги, где, помимо претензий на советские территории, также заявлялись права на северо-восток Норвегии, населённой родственными финнам квенами.